# 魔法戰爭
《魔法戰爭》是鈴木央撰寫，瑠奈璃亞繪製插畫的日本輕小說作品，2011年11月25日至2014年8月25日由Media Factory出版發行。繁體中文版由尖端出版代理發行，由王靜怡翻譯。简体中文版预定由天闻角川代理发行，湖南美术出版社出版。
2013年7月宣佈動畫化，2014年1月9日深夜開始播出。

## 概要
七瀨武是個有著灰暗過去的平凡高中生，因為某些緣故與青梅竹馬五十島胡桃假扮情侶，並過著平凡無奇的生活。
某日武在社團練習前於校舍內發現了昏倒的少女相羽六，並將她帶到保健室，並在意外的情況下被六變成了魔法使，從此武和身邊人們的命運開始有了改變…

## 登場角色

### 主要角色
七瀨武（聲優：宮野真守）
本作男主角，劍道段位持有者。性格認真，本性善良，但偶爾亦會因眼前發生的事而變得義憤填膺。
為胡桃的青梅竹馬。之前曾因為胡桃的事件而與胡桃建立起虛假的戀人關係。雖然最初並沒有描述對胡桃有著異性上好感，但在胡桃經歷過悲慘的跟蹤狂事件過後，有著絕對想要保護她的感情。出於某種原因，在中學時期由稱呼她“胡桃”改為“五十島”。但最近認為這也差不多該到極限，而打算解除這種關係，讓她學會自己對應。
但同樣地，因為與胡桃是戀人關係的事和弟弟月光起爭執，並導致月光發生意外，在這之後家庭關係開始崩壞。除了某些情況需要與母親對話外，其他時候都是被冷漠對待，因此盡量過著不與家人接觸的生活。而在學校以彬彬有禮、循規蹈矩又溫和待人的形象交到不少朋友以及專注於劍道上亦是為了分散內心的寂寞。
某日在社團練習前於校舍內發現昏倒的六，並將她帶到保健室，後來在誤解的情況下意外與六接吻後被驚慌失措的六槍擊（動畫版中沒有被擊中），因而被她變成魔法使，少數的強魔力持有者。
轉校至昴魔法學院以後被編入高等科一年級C班。
第二次魔法大戰爆發以後，昴魔法學院遇襲期間，在尋找月光時反被月光襲擊，被月光以天使殺手重傷，胡桃和薄暮亦被月光帶走。獲六和依那所救以後，轉送到卡美洛大祭司日本支部的醫療機關救治。
其後回七瀨家一趟，並於尷尬的關係下，接受過去作為魔法使的母親陽子的魔法特訓。在特訓以後，現已具有跟上天使殺手的速度，甚至反應更快。從一開始受盡尖刻的態度，到特訓的過程中由陽子意識到其想法出現了問題，終於原諒流淚道歉的她，並得以和解。
經歷過特訓以後，與六和一三利用鷹雄交給胡桃的鈕扣前往古代赤龍的總部（現亡靈引路人的分部之一）以營救胡桃。後來武從狼神得知，並相信胡桃已經不在該分部以後，回到最後的預知夢境中提示的七瀨家。但當發現月光已經以被其改造的薄暮重創母親，以及從月光口中得知真相以後，認為他已經不是過去的月光，並展開決戰。在胡桃為保護他而被月光重傷以後，在憤怒和力量開始暴走以下，與月光衝突越演越烈，被卷入桃花等人與亡靈引路人魔法使們同時釋放的魔法所造成大爆炸（動畫版第12話改為卷入桃花獨力釋放的魔法），穿越回到1998年並且被發現他的月光軟禁（動畫版第12話改為回到同年時的昴魔法學院魔法祭），後由蘇菲亞與桃花救出。
以後在過去中與蘇菲亞一同行動，寄宿於卜瑞卜家。之後成為暗地欲瓦解“巫師氣息”與“引路人”的鳳凰財團地下會員。
在過去中身邊認識的人一一死去以後，以未來發生的事作為籌碼，說服鳳凰財團的成員們不公開和馬死訊並且由自己取代和馬，以潛入亡靈引路人中沉睡十七年。沉睡前回到過去的亡靈引路人的據點，並且為救下年幼的瓦爾蕾特首度擊殺巫師氣息的魔法使。
回到現在後同時成為“亡靈引路人”的首領和“鳳凰財團”背後的實質領袖。其後輾轉促成“巫師氣息”最高評議會以及“引路人”的瓦解，終結第二次魔法大戰。
戰後恢復魔法學院高中生的身份，並成為“鳳凰財團”領袖的接班人。
據母親陽子所言，武與丈夫相似；意外的是，和馬亦認為他與月臣很像；但巴斯提認為其性格也與和馬有些相像。
魔法粒子：薰衣草色
系統魔法
回避魔法·直覺回避（洞察機先）。可以憑直覺預知未來的魔法，不必解除也能使用。
黑暗魔法·消滅魔法（安魂曲）。將目標消滅的魔法。第九集的魔法改做後獲得，使用時魔法粒子變為和馬的咖啡牛奶色，
化身
劍，名字為「薄暮」。
薄暮（Twilight）
七瀨武所使用的化身。外觀為雙刃西洋劍，有著與劍道用竹刀差不多的長度和輕便的重量。劍柄上描繪了迴避魔法陣以及太陽和月亮的浮雕，是一把魔劍。事實上連武都認為這是被詛咒的化身。
能夠強制性地將魔力抽出並釋放出去，使擁有迴避魔法的能力者盡最大限度地引發出其力量，但如果無法控制會導致魔力在一下子就被抽光。需要擁有極強魔力才能使用。
解除以後在槍型彈匣中裝填、放置彈藥後會出現扳機。扣下扳機以後，填充在彈藥中的魔力會寄宿於劍中，改變劍的形態。使用的是空彈藥的話則是一把很鋒利的刀刃。而如果為彈藥灌注魔力的人過程中未保持專注，則有膛炸的可能。
在武以前已經有好幾個想要以這把劍作為化身的學生，但結果在彈匣再生以前沒有昏死過去的就只有武一人。
名字是由前任使用者所命名，而前任使用者是「偉大的十五名魔法使」之一的巫師氣息女魔法使千木陽子（七瀨陽子），製作人則是亡靈引路人魔法使藤川月臣。
由於薄暮是月臣的遺物，而武是薄暮現任持有者，因而令七瀨武與薄暮成為亡靈引路人的頭號目標。
第二次魔法大戰爆發以後，昴魔法學院遇襲期間，在武被月光擊敗被月光帶走。
以後被月光視為战利品並進行定制式“改造”，將劍身改為紅色，以及將劍柄上描繪的魔法陣改為神速魔法陣。
劍身粉碎損毀後，卜瑞卜一族試圖將其修復，但最終宣告失敗。直到蘇菲亞以瀕死的和馬進行魔鍛造，以和馬的靈魂覆寫在薄暮（蘇菲亞的母親）記憶之上，終於將損毀的薄暮修復過來。這時平時的形狀是和馬生前的化身指揮棒，但有兩個魔法陣，能依據使用的系統魔法不同而在劍與指揮棒之間切換型態。同時因為鍛造時融合了和馬的靈魂，讓和馬成為繼永遠之後寄宿於薄暮的第二個人格，亦能如永遠一般化成人形。
爆裂炎霧版本
裝填了填充自伊田的魔法的彈藥並且激活以後，令暮光的劍身形態產生變化的形態。劍身變化為擁有烈焰之刃的灼熱之劍。
銃器雷擊版本
裝填了填充自六的魔法的彈藥並且激活以後，令暮光的劍身形態產生變化的形態。劍身變化為擁有閃電之刃的高電壓之劍。（動畫版因改編而沒有使用）
永遠（聲優：南里侑香）
為薄暮利用武的魔力以後，以一名少女的形象實體化以後的夢魘。
真正身份是蘇菲亞的母親，生前為神速魔法使。
能通過惡夢讓武預知未來，而且預知到的事情是無法改變的，但亦令武陷入睡眠不足。
事實上亦是片頭曲一開始中舞動的女性。
小說版第4卷（動畫第七集）最後，武在夢中遇到薄暮化身的女子並賜名「永遠」這名字以後，正式承認武為薄暮的主人。
在被月光帶走時，於武的夢中給予月光以劍斬向母親的信息。
被月光進行定制式改造後，解除以後再度登場時已被月光控制，身上還綁上了鎖鏈。
小說版第8卷，月光將其現身並與武、蘇菲亞對峙。但在壓制武時，從蘇菲亞口中知道其真正身份。因回想起生前記憶，精神崩壞而發狂的慘叫以後，變回劍並且整把粉碎損毀。
蘇菲亞將損毀的薄暮修復過來後復活，並變回被月光進行定制式改造前的模樣。
巫師殺手
為永遠激活薄暮以後，令薄暮的劍身產生變化以後的形態。劍身變化為如大型盾牌般的黑劍，能吸取魔力。事實上是第一次魔法大戰時，千木陽子（七瀨陽子）使用吉連·懷斯曼的魔法。
在與“亡靈引路人”的決戰中，武利用填充伊田二葉魔力的子彈重現此招式。
相羽六（聲優：東山奈央）
本作女主角，武在學校中遇到的神秘美少女。16歲。
長黑髮巨乳少女。個性誠實，而對任何情況都率直。還有嘗試自己方式的魯莽而固執一面，對於戀愛較為遲鈍。前期對哥哥相羽十有兄控傾向，後期逐漸喜歡上七瀨武。
為了尋找哥哥相羽十而在昴魔法學院外頭進行搜索，但卻在櫻谷高中的校舍中昏倒，被武送到保健室，後來意外與武接吻後，驚慌失措下對武開槍，讓武成為了魔法使。其後的事件中，更讓五十島和伊田都成為了魔法使，因而將三人都帶到昴魔法學院。
父母在第一次魔法大戰中陣亡，在哥哥相羽十成為亡靈引路人的成員以前的小孩時期就和哥哥一起住在學院的宿舍里。
本來是中級魔法使，班級是被選拔出的S班，但由於擅自行動並使武等人成為了魔法使而被降格與武等人轉到C班。
由於本來朋友很少，加上現在哥哥相羽十是亡靈引路人的成員，被隷屬巫師氣息的學生視為叛徒。
興趣是收集喜歡的甜食，但相對的烹飪技能卻是毀滅性的。
第二次魔法大戰爆發以後，昴魔法學院遇襲期間，在尋找哥哥相羽十時被古代赤龍成員襲擊，所幸由十救下。與十將昏迷的一三帶到醫療室由七海治理後，在尋找武時得衣奈相助後將武救下。
在武和月光兩人決戰時，與一三、哥哥相羽十、七海、依那等人掩護武。發現武試圖治療胡桃時得相羽十相助後，接替武治療胡桃。以後卻只能親眼看著武和月光的消失，但個人認為兩人還活著，並因而陷於精神無法集中的狀態。得知一三為救妹妹而叛變後瀕臨崩潰時，終於與胡桃取得聯絡。
與十在胡桃的帶路下來到卜瑞卜一族的墳墓前並與伊田一三和二葉等三人會合。但當進入卜瑞卜家發現瓦爾蕾特而準備交戰時，卻被胡桃和誠制止。以後發現桃花、誠與和馬（實為武）是鳳凰財團的魔法師。當和馬說明自己曾見過其父母後終於與和馬的真正身份武重逢，但也導致十與六兩人在相羽家後分道揚鑣。
戰後自巫師氣息退役，並入籍鳳凰財團。
魔法粒子：黃色
系統魔法
神速魔法·銃器雷擊。預設發射的子彈都附有雷擊效果的魔法。
化身
槍，名字為「亞瑟」。
亞瑟（Arthur）
相羽六所使用的化身。從初等部六年級開始使用，可以在旋棍和長槍之間變形。
旋棍時可在近身格鬥中使用，攻防一體，還可以射擊。
長槍時可在遠距離戰鬥中使用，在充電以後使用時可以釋放出非常強力的一擊。
五十島胡桃（聲優：瀨戶麻沙美）
武的青梅竹馬。
住在七瀨家隔壁，名為「五十島公館」，家中十分富有，家人目前居住於海外，現在是跟家政婦一同生活。
從上小學起就是個引人注目的少女。不僅僅是升上初中後的男生，就連其他學校的初中生、高中生、大學生甚至上班族都來向她表白，更在初二的時候就因為跟蹤狂現象嚴重而拒絕上學。
正是因為跟蹤狂事件，而在半個月後與唯一值得信任的武建立起虛假的戀人關係，並且約定直到兩人各自找到喜歡的人為止。雖然與武建立起虛假的戀人關係，但其實對武抱有好感，所有男性只相信武一個人，而對於武的弟弟月光本身沒有興趣。但亦因而導致以後對自己同樣有著好感的月光與武起爭執時發生意外。
為胸部小而煩惱。
在原來的學校擔任劍道社的經理。
被鷹雄（動畫版中改為牛若）變成魔法使。之後與武同時間轉校至昴魔法學院。
在變成魔法使的最初曾經嫉妒六，於小說版第2卷（動畫版第4話）與武和一三一起營救六以後逐漸地建立一個較為良好的關係。
第二次魔法大戰爆發以後，昴魔法學院遇襲期間，在尋找月光時反被月光襲擊。在親眼看見武被月光擊敗和月光的本質以後指責月光，寧死也不跟月光走，並與昏迷的武接吻時使用年齡變化變身成為武，因而被月光打昏以後帶走。
在亡靈引路人的總部醒來後，將月光視為如跟蹤狂一樣，並對其有著恐懼和生理程度的厭惡。雖然得到了鷹雄和螢的協助並試圖逃出，但被和馬（實為武）帶到了其房間，並率先得知過去真相。
獲和馬（實為武）釋放以後在C7和亡靈引路人雙方混戰的戰場上出現，因發現月光企圖接近武而企圖阻止。在月光發動奇襲時為保護武而捨身擋下，被月光以其改造的薄暮背刺重傷。以後先後獲武和六以治療魔法所救而保著一命。後再被四條桃花等人帶走，兩週後復原。
與六取得聯絡後，將相羽十和六帶到卜瑞蔔一族的墳墓前與伊田一三和二葉等三人會合後一同前往鳳凰財團的宅邸。當眾人進入卜瑞卜家發現瓦爾蕾特而令相羽十和六準備交戰時制止兩人。
以後不時以年齡變化變身偽裝為和馬。戰後跟隨武成了別校魔法學院高中生，並入籍鳳凰財團。
魔法粒子：櫻花色
系統魔法
生物魔法·年齡變化（變形）
化身
蝴蝶型的護唇膏
五十島胡桃所使用的化身。
事實上是武於故事開始一年前送給她的櫻花色護唇膏。
原本就是胡桃非常喜歡的護唇膏，因為是她的最愛而成為了化身。
伊田一三（聲優：鈴村健一）
武的同班同學，染金髮，穿耳環和戴戒指，被學校認為是問題學生，因而被周圍人疏遠。
事實上是個性格直率的人，很好相處，但上述原因而只有武一人願意與他閒聊。
單親家庭，與母親和妹妹二葉一起生活，母親是市立醫院的護理師。
曾在學校外遇到過武，而當時他妹妹意外地被騎自行車的年輕小混混撞到以後被武救下。
被螢以魔法襲擊時變成魔法使，並將其打倒。
經常因無法控制自己的魔法而被自己的魔法燒個全身焦炭，其後於小說版第2卷（動畫版第4話）與武和胡桃一起營救六時集中精神以後終於能控制自己的魔法。
與二葉在一次關於生日聚會爭執中，因衝動而發動了魔法，燒焦了二葉的頭髮，讓二葉成為了魔法使。不時在二葉上課時跑過來偷看。
第二次魔法大戰爆發以後，在伊田家中被自稱為巫師氣息的特魔機關監察局的成員襲擊（動畫版第9話改為昴魔法學院遇襲期間，尋找二葉時被波及而受傷昏迷，以後由六和十帶到醫療室由七海治理）。
在武和月光兩人決戰時，與六、十、七海、依那等人掩護武。
以後加入巫師氣息、成為訓練生，以盡量接近二葉。然後得知二葉成為了特魔機關的實驗品以後，以魔法不顧一切的橫掃，救出二葉並且逃走。但回家後發現住家被巫師氣息報復而燒光後，前往母親的醫院時被誠攔截。然後在誠帶領下到卜瑞卜一族的墳墓前並與相羽十和六等三人會合後一同前往鳳凰財團的宅邸。
戰後選擇和妹妹兩人回到人類社會生活（尚保有魔法能力）。
魔法粒子：橘色
系統魔法
破壞魔法·爆炎魔法（爆裂炎霧）
化身
銀色骷髏戒指
伊田一三所使用的化身。
原本就是他自己的指環，可見他對此物的喜愛程度。

### 巫師氣息
相羽十（聲優：森川智之、山谷祥生（幼年））
六的哥哥。
原來是巫師氣息中的優秀的第一級魔法使，但被人竄改記憶而成為亡靈引路人的成員。
其化身白色手套為六以前送的生日禮物。
五格候補，基本上都是單獨行動。
後來在武、六與伊田的努力下終於取回記憶，並由六以束縛魔法彈使他回到昴魔法學院。
以後成為武等人的學長，並指示武等人的練習。
同時成為巫師氣息防衛局聯統合軍司令部士官部隊特種作戰班成員，軍階為中尉。
武和月光兩人決戰時，作為C7的指揮官，與六、一三、七海、依那等人掩護武。
與十在胡桃的帶路下來到卜瑞卜一族的墳墓前並與伊田一三和二葉等三人會合。但當進入卜瑞卜家發現瓦爾蕾特而準備交戰時，卻被胡桃和誠制止。以後發現桃花、誠與和馬（實為武）是鳳凰財團的魔法師後拒絕承認和馬實為武，最後決意回巫師氣息的十在相羽家與跟隨武的六分道揚鑣。戰後留在巫師氣息的十決定對巫師氣息進行改革
魔法粒子：青藍色
系統魔法
破壞魔法·冰凍魔法（邪惡冰霜）
化身
白色手套
相羽十所使用的化身。原本就是六以前送的生日禮物，即使成為亡靈引路人的成員仍然戴在手上。
另外亦使用並非其化身，卻是父親的遺物的劍（名字為蘭斯洛特）。
吉連·懷斯曼（聲優：坂口候一）
巫師氣息最高级魔法师兼其中一名理事，67歲（KIA）。C7创立者之一，也是「偉大的十五名魔法使」之一，有「賢者」之稱。
可使用兩種系統魔法。
在現存世界展開其特異魔法「恩賜」，令魔法使只能在崩壞世界使用魔法戰鬥。
第二次魔法大戰爆發的七天前，被鷲津吉平刺殺，使現存世界的「恩賜」消失，魔法使亦能在現存世界戰鬥。
魔法粒子：黑色（動畫版改為金黃色）
系統魔法
生物魔法·魔法使殺手（巫師殺手）。為奪取目標魔力為己使用的魔法，亦可將其他魔法使的魔力變換給其他魔法使使用。
特異魔法·「恩賜」。能夠將在現存世界以魔法攻擊魔法師之人的魔力全數奪走，變為普通人類。
化身
精緻手杖，解除後會變成細劍（护手刺剑）。
三崎蓮丈
巫師氣息特魔機關（特別魔法機關）名義代理機關長及實質上的首長。負責監察局的內部調查相關部門。
外表是一名矮小的中年男人。脖子上有一道粗大的紅色傷痕環繞，據說是在第一次魔法大戰中，險些被引路人的魔法師切斷而留下的。
事實上是1999年3月，襲擊卜瑞卜家時，雖然把亞崗刺殺，但被武擊敗而留下日後的傷痕。
最後在鳳凰財團暗殺評議員瑞吉·奧德的行動中死於四條桃花之手。
系統魔法
生物魔法·死體傀儡師（殺人娃娃）。為操縱屍體的魔法，即是死靈術師。
化身
求生刀，解除後變成日本刀。
相羽零
相羽六以及相羽十的父親（已故），為巫師氣息十八个最高級魔法師之一、知名的特異魔法講師，也是在巫師氣息裡被稱作「偉大的十五名魔法使」之一，與兒子很像。
事實上是鳳凰財團的秘密兼關鍵成員。
在第一次魔法大戰最後，為阻止和馬發動的無間消滅而耗盡魔力，在蘇菲亞死去的那一天去世。
系統魔法
破壞魔法·冰凍魔法（邪惡冰霜）
特異魔法·幽閉冰雪
化身

#### 昴魔法學院
四條桃花（聲優：高橋美佳子）
昴魔法學院的學院長，外表與這個職位不相稱的少女，被學長吉平稱為「小不點」。
另一方面亦是巫師氣息最上級魔法使，也是在巫師氣息裡被稱作「偉大的十五名魔法使」之一。可使用兩種系統魔法。
事實上也是殺了和馬雙親的殺手，但一開始並不知情。
作為特魔機關的候補軍官申請退役失敗接著被吉平刺傷後，被帶到鳳凰財團的宅邸，並被說服成為鳳凰財團的秘密成員。
這時武回到過去並與她多度會面，但最後也被洗去相關記憶。
第一次魔法大戰中，在作為初中部6年級生以下，作為巫師氣息的特魔機關首長，親眼見證戰局的始末。
1999年8月27日，第一次魔法大戰最後，在東京都廳集結另外十四名魔法使的魔力，發動光速分割將時空一分為二，令所有人類避免被抹消。
在十的奪回作戰中與吉平決戰，被吉平以固態無形重傷，因獲七海救下而保著一命。
當薄暮變成夢魘時，指出要用戰鬥打敗薄暮讓薄暮歸順武，才能自由使用薄暮。
第二次魔法大戰爆發以後，昴魔法學院遇襲期間，擊殺數名敵人以後，被瓦爾蕾特所召喚的飛龍擊昏。
其後被解除洗去與回到過去的武相關記憶的魔法，一度在亡靈引路人的分部出現（動畫版第11話雖然沒有直接出現，但在門外跟實為武的和馬說話）。
在武和月光兩人的力量開始暴走以下決戰時，與亡靈引路人同時釋放魔法（動畫版第12話改為由桃花獨力釋放）使得自己釋放的黑暗魔法，進而造成大爆炸，造成兩人於現場消失。
一氏和胡桃帶眾人到原亞崗的辦公室時再出現，並交代她、誠與和馬（實為武）是鳳凰財團的魔法師。
魔法粒子：黑色
系統魔法
黑暗魔法·空間脫離（漆黑之門）。令空間扭曲和與另一個空間連接的魔法。
特異魔法·光速分割（誕生之門）。製造出與現存世界平行的崩壞世界的魔法，但需要龐大的魔力和魔法技術以及持續發動魔法的精神力。
化身
鉛筆
四條桃花所使用的化身。配有的筆蓋為蘇菲亞魔鍛造作品，連同筆蓋解除後變成大型圆规型短槍。
一氏誠（聲優：山口隆行）
將變成魔法使的胡桃帶到昴魔法學院的人，武所就讀的C班導師，兼巫師氣息的特別審查官，但也是鳳凰財團的秘密成員。
知道巫師氣息的黑暗面。
在見到了剛變成魔法使的月光後，帶他到昴魔法學院。為武以外最先發現月光的思想異常的人，並對武給予警告。
其系統魔法課堂内容為猜能力卡、捉迷藏，以及丟手帕，被得知內容的陽子批評是在「玩遊戲」。
在班級對抗魔法戰後第二天被不明人士襲擊，並下了縛魔法，而要休假一段時間（動畫版第9話改為昴魔法學院遇襲期間，被月光刺殺，遺言是：「你…果然…」）。
在武和月光兩人於力量開始暴走以下決戰時，與桃花一同釋放魔法（動畫版因被月光刺殺而沒有出現）。
一三和二葉在前往母親的醫院時攔截他倆，並將兩人都帶往卜瑞卜一族的墳墓前並與相羽十和六等三人會合。當眾進入卜瑞卜家發現瓦爾蕾特而令相羽十和六準備交戰時告知兩人瓦爾蕾特不是敵人。
於鳳凰財團暗殺評議員瓦雷利·阿默索夫的行動中，為掩護其他人而犧牲。
魔法粒子：淡綠色
系統魔法
回避魔法·讀心迴避（心眼）。能讀取目標心靈的魔法。
化身
槍。
兵頭七海（聲優：恆松步）
保健醫師兼生物魔法教師，不只身材姣好，服裝尺度也相當大膽，相當崇拜學院長，還用了「桃桃」這種可愛的稱呼，有時甚至對其做出性骚扰般的舉動。
為最先發現薄暮變成武的夢魘的人。
在武和月光兩人於力量開始暴走以下決戰時，與桃花一同釋放魔法（動畫版第12話改為早在武和月光兩人決戰時就出現，並與六、一三、十、衣奈等人掩護武）。
魔法粒子：海藍色
化身
藍色星形吊墜。
老爹（聲優：白熊寬嗣）
姓氏為「加藤」，本名不詳。
販賣部老闆，替武選擇所使用的化身，並幫忙六維修化身「亞瑟」。
已經結婚，他的妻子也在販賣部努力工作。
伊田二葉（聲優：藤田茜）
一三的妹妹，原本就讀小學。最近似乎是進入了叛逆期。
與一三在一次關於生日聚會爭執中，因一三衝動下發動了魔法，燒焦了頭髮而變成魔法使。這事件令二葉感到在意。
因憧憬魔法少女而轉校至昴魔法學院，並編入國中部三年級。
第二次魔法大戰爆發以後，在伊田家中（動畫版第9話改為昴魔法學院遇襲期間），因其能力被自稱為巫師氣息的特魔機關監察局的成員以保護之名帶走。
其後被發現不人道的成為了特魔機關的實驗品，以後由一三救出。在前往母親的醫院途中被誠攔截，然後在誠帶領下到卜瑞卜一族的墳墓前並與相羽十和六等三人會合後一同前往鳳凰財團的宅邸。
系統魔法
特異魔法·魔法使殺手（巫師殺手）。為奪取目標魔力為己使用的魔法，能夠吸收任何魔法師的魔法，一擊就能奪取魔法師的所有魔力變成普通人類，甚至能夠殺了對方。懷斯曼死後，她是唯一一位有此能力的魔法使。
化身
玩具魔杖。

### 斯普利坎
巴斯提·巴托
斯普利坎創立者兼領袖，也是在巫師氣息裡被稱作「偉大的十五名魔法使」之一，但也是鳳凰財團的秘密成員。
用白色石膏面具隱藏面孔，眼洞裡有著綠色眼睛。
其行動動力並非魔法社會，而是對於魔法師個人的學術興趣。
在桃花發動光速分割時，以模寫自懷斯曼的「從他人身上抽取魔力」的魔法全力協助懷斯曼，將魔力供應給同伴。
當武提出由自己取代和馬後，對他作第一個改做：以上述的魔法抽光武全身的魔力，再以烙印嵌入黑暗魔法陣，最後把其魔力重新灌回武的體内。事後也被洗去相關記憶。
實際上背地裡是應巫師氣息最高評議員瑞吉·奧德之託混入鳳凰財團內部的間諜。
魔法粒子：祖母綠色
系統魔法
生物魔法。能夠模寫其他人的魔法，並加以使用。
化身
畫筆。
雀莉
斯普利坎的魔法使，留著一頭金色的縱捲長發，頭上戴了頂銀色小頭冠，身穿淡粉紅色蓬蓬裙洋裝，宛若中世的歐洲貴族。
受巴斯提的要求，對他作第二個改做：將武的外貌變得跟和馬一樣。事後也被洗去相關記憶。
魔法粒子：豌豆花色
系統魔法
生物魔法·異端偽裝（易容術）。能夠把物質偽裝成另一種東西，對他人也有效果；若要解除這道魔法，必須由被施法者或施法者取下戴在臉上的薄面具。
化身
羽毛扇。吊在握柄上的透明玻璃珠裡有個小小的黑色骷髏。

### 卡美洛大祭司
妃依那（聲優：M·A·O）
卡美洛大祭司所屬的魔女，亦是昴魔法學院高中部三年級學生（動畫版第10話，因登場時間而改為四年級選拔班）。
武等人的學姐，亦為十的前女友。除了十外第二強的破壞魔法使用者。
和武一樣是比別人較晚的時期、國一時變成魔法師，轉入昴魔法學院。以後與十分到同組，向他習得破壞魔法的基礎。並為了追上其所吸引的十而努力。
但十被人竄改記憶而成為亡靈引路人的成員後，卻害怕見到變了模樣的十而沒有參與營救。在十回來以後也從沒和他談過該事情，認為這情侶關係已經消失。雖然自認沒有資格以女友的身分留在他身邊，但心裡還是不想斷絕與他的所有關係。
昴魔法學院遇襲期間，協助六將武救下。
動畫版中，在武和月光兩人決戰時，與六、一三、七海、十等人掩護武。並在六趕到胡桃身邊時掩護十。
魔法粒子：深藍色
系統魔法
破壞魔法·環狀氣旋（連環低氣壓）。操縱風和雨的魔法。
化身
黑色雨傘
相羽椿
相羽六以及相羽十的母親（已故），卡美洛大祭司所屬的魔女兼最高級魔法師之一，也是在巫師氣息裡被稱作「偉大的十五名魔法使」之一，與女兒很像。
事實上是鳳凰財團的秘密兼關鍵成員。
在桃花發動光速分割時跌坐在零的身旁。
雖然從武口中得知之後會生下女兒，但也被洗去相關記憶。
生下了六不久後即因病過世。
斯旺
卡美洛大祭司所屬的魔女，美國的大學生，穿著黑色皮衣。
受椿的要求，對偽裝為和馬的武作第三個改做：施加睡眠魔法。其實並非本人意願，但被椿以其把柄威脅。事後也被洗去相關記憶。
魔法粒子：檸檬色
系統魔法
生物魔法。可使對象睡眠十七年。
化身
小裁縫組。解除後變成製造絲線的紡車。

### 鳳凰財團
亞崗·卜瑞卜
鳳凰財團會長（KIA）。在人類社會中為知名軍事企業的社長。蘇菲亞的爺爺。
曾指出應該把和馬變成普通人類，但被拒絕。
1999年3月，卜瑞卜家遇襲時，被三崎蓮丈操縱的克蘭克刺殺。
系統魔法
回避魔法·迂迴迴避（匿蹤雲霧）
化身
杖。
海爾·卜瑞卜
蘇菲亞的父親，也是在巫師氣息裡被稱作「偉大的十五名魔法使」之一。其實是入贅卜瑞卜家。
1999年3月，卜瑞卜家遇襲時，擊殺一名巫師氣息刺客，但自己也因為身負重傷而入院。
在桃花發動光速分割後以所剩不多的魔力，對她施展治愈魔法，以後因為魔力減退症發作而昏倒。
蘇菲亞死後企圖公開和馬死訊並且聯合C7將亡靈引路人擊破，但最後被武說服，讓他偽裝為和馬。另外也接受武的要求，消除所有人（包括自己）關於武的記憶。
系統魔法
回避魔法·運迴避（幸運咒語）
化身
劍。
蘇菲亞·卜瑞卜
鳳凰財團會長的孫女（已故），鍛造師。
過去曾經以母親進行魔鍛造，雖然成果是薄暮的原型，但實驗失敗而母親卻因此導致死亡。
替四條桃花強化化身，並且與四條桃花救出被月光軟禁的武，以及與武一同行動。
藉由分析迴避（魔法分析），調查月光的情報時推斷武是其「命定之人」。
發現永遠的真正身份是其母親。但導致薄暮整把粉碎損毀。這時即使武說明自己是未來人也一度不願接受。
第一次魔法大戰當天阻止武離開鳳凰財團的宅邸，然後與他一起藉由魔法收訊器觀戰，但只看到最初一分鐘就不敢再看下去。
與武前去過去的亡靈引路人的據點以阻止月光卻眼見月光被和馬以量子魔法分解消滅而死後，企圖代月光下手殺掉和馬，但反被他以強力破壞魔法擊中，這時已因被擊中腹部而受到致命傷。以後武將瀕死的和馬帶回宅邸的工房後，以其進行魔鍛造，將損毀的薄暮修復過來。但最終因延誤療傷，最終在武帶她前往醫院途中去世。遺言是：「武……果然……是……我的……王子……」
魔法粒子：黃色
系統魔法
迴避魔法·分析迴避（魔法分析）。可藉由情報省略過程般推斷出對方的資料，情報越多推測出來的詳細資料越多。蘇菲亞曾以「略過數學式的演算過程直接得到答案」形容之。
化身
金鎚。
潔金和拉雅克
奧茲會的魔法使，但也是鳳凰財團的秘密成員，分別是女性和男性的雙胞胎，約20歲。
輪廓很深，樣子讓人聯想到中東，額頭上畫著金黃色水滴。

### 亡靈引路人
七瀨月光（聲優：岡本信彥）
武的弟弟（背叛後被肅清），對身為兄長的武懷有異常的敵意。自稱長相較武好，劍道才能亦在武之上。
以自我為中心，並支持暴力傾向，有著不惜採取暴走和暴力舉動或行為也要達到目的的危險一面。只要認為自己沒有錯，就一定會堅持到底。
對胡桃也有著痴迷般的好感，認為武配不上胡桃，並批評他是趁著胡桃為跟蹤狂吃苦頭乘機將胡桃奪去。
由於胡桃的事件，與武起爭執時，被武用力推向車道而發生意外。亦由於膝蓋的半月板受損，因此斷送劍道生涯。在這之後因為父母比較溺愛他而令家庭關係開始崩壞，對武的敵視因而更深。
知道胡桃與武轉校至昴星學院（在現存世界中掩飾昴魔法學院的名稱）後，決定報考昴星學院。但也因而被吉平利用。
小說第3集中意外地與胡桃通過鏡子到了崩壞世界，並且變成了魔法使。同時由於最初是亡靈引路人教他使用魔法，而在集末得知已經成為亡靈引路人的成員兼吉平屬下的五格候補，與吉平共同行動（動畫版第6話末中，直接被吉平變成了亡靈引路人的魔法使）。平時以經常外出的高中生身分來掩飾。
雖然獲吉平所重用，但對於亡靈引路人的理念全無興趣，因而被同隊的鷹雄和螢所厭惡。
在昴魔法學院入學式開始潛入學院，並出現在與武等人面前時，表面上與武和好。但由於得到了魔力，事實上對武的仇恨和胡桃的執着心已經失控，精神也被完全扭曲接近破綻。以後對殺人更是毫不猶豫。
第二次魔法大戰爆發以後，昴魔法學院遇襲期間，兇殘的性格表露無遺。以折磨武為樂，經常故意不使用魔法，並且自以為是的嘲笑使用回避魔法的武。以壓倒性力量擊敗武後將胡桃和薄暮帶走。
以後將薄暮視為戰利品並進行定制式“改造”，經常帶在身旁並沉浸在那份優越感之中。返回到現存世界的七瀨家，從母親陽子的口中得知數年前意外的真相和自己的未來以後，認為事實上武在意外中只是被人為操縱和推卸罪責但母親卻是真兇而發狂。以薄暮對母親造成瀕死的重傷以後，在七瀨家門前開始向武說出真相，並在自暴自棄以下展開決戰，造成C7和亡靈引路人各自派出援軍掩護。在C7和亡靈引路人陷入混戰中，企圖對武發動出其不意的奇襲，但反而誤傷想保護武的胡桃。在憤怒以下迷失自我和力量開始暴走並與武衝突升級，被卷入桃花等人與亡靈引路人的魔法使們同時釋放的魔法閃光所造成大爆炸以後穿越回到1997年。
回到1997年後再度進入昴魔法學院，更改自身履歷、潛入巫師氣息特魔機關並等到亡靈引路人成立後以給予和馬情報，這時為過去的亡靈引路人的「百格」之一，並將一年後來到過去的武軟禁。（動畫版第12話改為穿越回到1998年時的昴魔法學院魔法祭時已經是桃花、吉平、和馬與月臣的同學，並最少相處了一年）但發現武逃脫以後再度發狂。
武、蘇菲亞離開蜂窩時現身並與兩人對峙，期間說明其加入過去的亡靈引路人的真正目的是刺殺和馬、改變過去以重置一切，但對峙的結果是造成薄暮粉碎損毀。
雖然加入過去的亡靈引路人，但奇怪地沒有參與第一次魔法大戰。
在亡靈引路人武器庫選擇取代粉碎損毀的薄暮的化身時得知武器倉庫中有爆裂物後，利用和馬對他的信任和魔法使不考慮魔法以外的攻擊手段的弱點將其偷偷帶出，1999年8月27日當日將過去的亡靈引路人據點炸掉、屠殺伊甸園裡的人並且企圖殺掉消耗大量魔力而精疲力盡的和馬。但最終向和馬施以致命一擊時，被和馬以量子魔法分解消滅。即使武前來也於事無補。留下了「我很恨你，很討厭你！希望你從我面前消失！不過，我更加……更加，更加羡慕你。」的話語後消失無蹤。
實際上和馬的量子魔法並非是消滅目標，而是將其分解後傳送到不同時空再構築，因此月光實際上是被送到14年後，在經歷失去、恢復記憶等諸多轉變後，輾轉於20歲時和家人重逢，並和武重修舊好。
據母親陽子所言，月光與她自己相似。
名字來自壁虎。
魔法粒子：白色
系統魔法
神速魔法·天使殺手（狩獵天使）
化身
黑色和紅色的長劍，名字為「夏日」，但改用薄暮後將其拋棄。
以後將武奪來的薄暮視為戰利品並進行定制式改造。
薄暮粉碎損毀後從過去的亡靈引路人的武器倉庫中選用新長劍，為銀白色的單刃細劍，名字為「夏日二代」。
狼神鷹雄（聲優：福山潤）
隸屬於第一戰鬥小隊的高級精英。性格衝動。
亡靈引路人追擊六至現存世界時出現的魔法使之一，並且狙擊同樣使用劍為武器的武。與武和六交戰後敗北，成為學院的俘虜。
之後因被竄改記憶而在學院中成為學生，並在系統魔法統一考試的迴避魔法考試中再登場。但由於系統魔法的性質，令對其的魔法效果較差，在與重遇的胡桃對話中已經恢復了記憶。因保護胡桃而被魔像擊傷後被傳送到救護帳篷退場。以後稱呼胡桃為“胡桃”，令只稱呼胡桃為“五十島”的武大感忿怒。
在十的奪回作戰中，與螢一起作為被交換的人質被引渡（動畫版第6話中還追加了將前往亡靈引路人的總部的鈕扣交給胡桃的情節）。以後同時有著於亡靈引路人和巫師氣息兩段時候的記憶。
在月光成為亡靈引路人的新成員以後，對於他以自我為中心的舉動和對胡桃已經到了異常地步的執著心深感厭惡。
第二次魔法大戰爆發以後，在亡靈引路人的總部遇上企圖從月光手中逃出的胡桃以後，因憐憫從心底中被月光嚇得要命的胡桃，而與螢試圖協助她逃出。
在亡靈引路人解散後入籍鳳凰財團。
魔法粒子：白色
系統魔法
回避魔法·迂迴迴避（匿蹤雲霧）
化身
破壞劍，名字為「先驅者」。
先驅者（Outrider）
狼神鷹雄所使用的化身。外觀為破壞劍。
刀刃從劍身包裹至握把，而且劍身極厚，看起來不是用來砍，而是用來叩擊。看起來無比巨大的劍，目測重量就在兩公斤以上，只有鷹雄能單手持劍。
熊谷螢（聲優：藤田咲）
隸屬於第一戰鬥小隊的高級精英。有著中性外表的女性，喜歡和牛若拌嘴，有時會化為有少女情懷的花癡。
武和六首度相遇當天，與十、狼神和牛若一起追擊六的魔法使之一。
誤認回校補課的伊田一三是六與武的同夥而出手對他攻擊，卻反而被伊田打倒。在此之後，與狼神一樣成為學院的俘虜。
之後因記憶被篡改而留在學院，直到十的奪回作戰仍沒有恢復。
在十的奪回作戰中，與鷹雄一起作為被交換的人質被引渡。
在月光成為亡靈引路人的新成員以後，亦與狼神一樣由於他以自我為中心的舉動深感厭惡，批評他是“最低最差劣的混蛋”。
第二次魔法大戰爆發以後，在亡靈引路人的總部遇上企圖從月光手中逃出的胡桃以後，因憐憫從心底中被月光嚇得要命的胡桃，而與狼神試圖協助她逃出。
在亡靈引路人解散後入籍鳳凰財團。
魔法粒子：淺綠色
系統魔法
幻術魔法·記憶竄改（無聲畫面）
化身
針筒。
牛若天道（聲優：增田俊樹）
隸屬於第一戰鬥小隊的高級精英。能力為操縱蟲。用字遣詞會有和蟲有關的詞彙。
因在現存世界使用系統魔法傷害六，而被「恩賜」奪取魔力，目前為學院的俘虜。
魔法粒子：深紅色
系統魔法
生物魔法·蟲繼承。操縱昆蟲進行攻擊和搜索動作。
鷲津吉平（聲優：中井和哉）
亡靈引路人的幹部「五格」之一，亦是元老等級的強大魔法使，少數的強魔力持有者。以前是桃花的學長，亦是和馬與月臣一起學習魔法的好友。
有一名同父異母弟弟，名為「恒彥」。但因為被吉連·懷斯曼以「恩賜」（巫師殺手）奪取魔力而變成了普通人，最終自盡。這卻導致他逐漸走火入魔，憎恨巫師氣息和人類，連和馬都對他懷有不安。
第一次魔法大戰中，作為亡靈引路人的成員參戰，並擊殺了眾多巫師氣息的魔法使。
因身為「五格」，無需給拜訪蝶子以寄放魔力。第一次魔法大戰最後是唯一一人能接近被魔力粒子吞噬的和馬。
返回過去的亡靈引路人據點時卻發現據點被嚴重破壞後，受命去宅邸調查。數天後發現倒地昏睡的和馬並將他與年幼的瓦爾蕾特帶離被破壞的據點，可從不察覺沉睡的「龍泉寺和馬」的真正身份以及真正的和馬已經死亡。
武與十在崩壞世界戰鬥後出現在武一行人的面前，並將被擊落的十帶離現場。
在月光變成了魔法使以後，將他帶進亡靈引路人，以接替被六帶回昴魔法學院的十的五格候補位置（動畫版第6話末中，由他直接將月光變成了亡靈引路人的魔法使）。
在武中了葵的圈套以後於夢中出現，播放電影讓他得知巫師氣息的黑歷史（動畫版第8話中改為武從惡夢中醒來時潛入昴魔法學院並親口告知他），並拉攏他加入亡靈引路人，或是將薄暮交還。
第二次魔法大戰爆發以後，襲擊賢者家並將他刺殺，使現存世界的「恩賜」消失，魔法使亦能在現存世界戰鬥。
在武和月光兩人決戰時，作為亡靈引路人的指揮官，與亡靈引路人成員掩護月光。
魔法粒子：深紅色
系統魔法
破壞魔法·固態無形（混沌水星）。將看到的固體變成液體的魔法。
化身
眼鏡。能将視野切换为红外线視界。但不具備墨鏡功能。
龍泉寺和馬（聲優：浪川大輔）
亡靈引路人的首領（已故）。在昴魔法學院就讀的時候是吉平與月臣一起學習魔法的好友，少數的強魔力持有者。被吉平稱為「王子」。
因知道自己的魔法是能消滅一切，為了避免成為戰爭的道具的能力而拒絕加入巫師氣息。
因巫師氣息十分渴求其特殊才能與戰力，劫持其雙親，要和馬加入巫師氣息。因和馬拒絕而導致雙親被桃花不知情下殺死以後，在翌月入侵特魔機關，並將建築物內58人全部殺死。以後為了拯救相同遭遇的魔法使同時向巫師氣息復仇，成立了亡靈引路人。
這時武回到過去並與他多度會面，但對武試圖阻止他發動戰爭的發言感到不屑。可隨著會面，亦與武建立了某種微妙的關係。同時間月光也回到過去並等到他成立亡靈引路人後以給予他潛入巫師氣息特魔機關所得的情報，可他沒想到月光是為了刺殺他。
1999年1月東京的第一次魔法大戰中，作為亡靈引路人的指揮官並下令開戰。但就在戰鬥即將結束之時，攻擊昔日的老師千木陽子（七瀨陽子）反而造成好友月臣死亡，以後卻放過了能殺死陽子的機會。結果第一次魔法大戰以亡靈引路人戰敗收場。
亞崗遇刺身亡後最後來到其墓碑前祭拜，並告知武是尤格策劃對卜瑞卜家的襲擊。
1999年8月27日，第一次魔法大戰最後，在東京都心上企圖發動無間消滅以抹消所有人類之前，被巫師氣息與其他聯盟的魔法使集結的所有魔力將時空一分為二。發動了無間消滅以後受到反噬，已經沉睡了16年，據信他已經失踪或是死亡。
事實上他的企圖是假裝殺害60億人類，將他們轉移到另一個空間，事後再移回原處。然而行動失敗後並非立即沉睡，而是在醒著的狀態下接受了失敗。返回過去的亡靈引路人據點時卻發現據點被嚴重破壞後，前往「伊甸園」調查時發現是月光的背叛，並以不完全的狀態與之交戰，在受到重創下消滅月光和以強力破壞魔法擊中蘇菲亞，但最後一擊攻擊武時終於耗盡魔力而倒下。到醒來才發現自己在鳳凰財團宅邸的工房時，接受自己即將死亡的命運，成為魔鍛造的材料。遺言是：「接下來就交給武吧！做得很好。」，同時因為以靈魂被用於魔鍛造，因此人格留存於武的化身之中。
魔鍛造後的遺體仍然存在，以後埋葬在墓地裡一個無名墓碑。而武偽裝成為他以確保歷史如常，因此“經歷17年的沈睡後甦醒的龍泉寺和馬”實際上是由七瀨武假扮的。亦因而持有胡桃的照片(僅出現在動畫12集當中)。
在約17年後的6月15日上午7時醒來。醒來以後隨即下令襲擊國際魔法使協會（動畫版第9話中改為直接襲擊昴魔法學院），拉開了第二次魔法大戰的帷幕。
在陽子被月光以被其改造的薄暮斬擊重傷以後，以治療魔法將她救下（動畫版第12話中還追加了稱呼她為「媽媽」的情節）。
一氏和胡桃帶眾人到原亞崗的辦公室時在桃花的背後並告知眾人他和桃花現在是鳳凰財團的地下成員。
作為寄宿於薄暮的第二人格，和馬的記憶與思考模式有時會無意間對武造成干涉，狀況類似於過去薄暮失控的情況。最後在武答應消滅巫師氣息的黑暗面後平息，並不時教導武黑暗魔法的運用。
魔法粒子：咖啡色
系統魔法
黑暗魔法·消滅魔法（安魂曲）。將目標消滅的魔法。
特異魔法·無間消滅（最後安魂曲）。將全世界所有目標（人類）消滅的魔法，但需要龐大的魔力。
化身
指揮棒，握柄為軟木製，是和馬生前使用的化身，和武後來使用的薄暮一樣能變形成劍。
瓦爾蕾特·諾斯/紫羅蘭（聲優：田中敦子）
表面上是昴魔法學院英語教師和保險醫生的美女，事實上卻是亡靈引路人的幹部「五格」之一兼潛入昴魔法學院的间谍，已經潛入學院兩年。
可使用兩種系統魔法。
過去曾與母親在被破壞的亡靈引路人據點中被入侵的巫師氣息的魔法使襲擊，母親被殺，這時獲和馬（實為武）所救。從那時發誓她的一切都為他而存在，並且不會因他的心意改變而改變決意。
在魔法祭中作為戀愛占卜方面占卜魔女，並且給六招待券，但其實是為了捕獲六而做的事前準備。而在為胡桃占卜時，預言武會見異思遷。
在系統魔法統一考試中帶著三名手下入侵考試建築，並操縱魔像的行動。
第二次魔法大戰爆發以後，昴魔法學院遇襲期間，先召喚飛龍擊敗桃花。其後企圖將被月光擊倒的武帶走時先後被六和妃所阻撓而撤退。
當胡桃進入卜瑞卜家時剛巧從鏡子出現，然後胡桃和誠制止雙方準備交戰的舉動。
魔法粒子：藍色
系統魔法
迴避魔法·機率迴避（機率雨）
幻術魔法·黑傑克
化身
撲克牌。
犀川洋平
亡靈引路人的魔法使，瓦爾蕾特·諾斯的直屬下屬之一。
潛入學院並協助瓦爾蕾特企圖奪取薄暮。
系統魔法
神速魔法
狐冢葵
亡靈引路人的魔法使，瓦爾蕾特·諾斯的直屬下屬之一兼當中唯一女性。
潛入學院並協助瓦爾蕾特企圖奪取薄暮。
系統魔法
黑暗魔法
化身
吊著銀色鈴鐺的湯匙。
鴨志田稔
亡靈引路人的魔法使，瓦爾蕾特·諾斯的直屬下屬之一，體弱多病。
潛入學院並協助瓦爾蕾特企圖奪取薄暮。
化身
樂高積木塊。
藤川月臣（聲優：前田剛）
亡靈引路人的魔法使（背叛後被肅清），亦是龍泉寺和馬的得力助手，也是其身邊的少數理性者。
在昴魔法學院就讀的時候是優等生，亦是吉平與和馬一起學習魔法的好友。為三人中最高，有著溫柔的眼神，但也被認為容易心軟。
事實上是薄暮的製作人，從心裡愛著為其老師的千木陽子（七瀨陽子）。而另一方面，與千木陽子也真的是彼此相愛的。但其實和馬早已知道這事，也種下了悲劇的開端。
曾試圖說服陽子一起逃亡，但被拒絕。
第一次魔法大戰中為了保護陽子，背叛吉平與和馬並企圖防禦和馬的魔法攻擊，被消滅魔法擊中消滅而死。遺言是：「——陽子。」
鷲津恒彥
吉平的同父異母弟弟，比哥哥小兩歲（已故），也較為矮十五公分，「百格」之一。
不光是體型，連下巴都很圓，再加上一頭亂翹的頭髮平添了他的稚氣，容貌堪稱可愛。
由於從小照顧到大，吉平格外寵溺他。遇上危險時，會稱呼他小時候的小名「彥」。
1998年時，因為被吉連·懷斯曼以「恩賜」（巫師殺手）奪取魔力而變成了普通人，最終自盡。
魔法粒子：亮褐色
系統魔法
黑暗魔法
化身
小玻璃瓶。
安藤象山
亡靈引路人的前任幹部「五格」之一。
馬修利·史雷斯
亡靈引路人的前任幹部「五格」之一。
查克·維瑟爾
亡靈引路人的前任幹部「五格」之一。
雷尼·艾爾巴裘斯
亡靈引路人的前任幹部「五格」之一。
為了替被巫師氣息奪取魔力的父親報仇而大學中輟，加入亡靈引路人。
擁有區分物體的能力，她能夠找到掉在沙漠中的一顆鑽石，道出沉沒於海底的船隻位於何處。
第一次魔法大戰最後以前花了一個多月，區分所有普通人類和魔法師並在普通人類身上做記號，讓和馬的無間消滅的對象是普通人類。
水門蝶子
亡靈引路人的魔法使，「百格」之一，1999年時15歲，加入引路人一年半。
原本隸屬於巫師氣息的雙親被特魔機關囚禁，父親行踪不明，母親被變成了怪物。
使用黑暗魔法逃脫後，只有引路人伸出援手。就算母親在一年多前過世，她仍感激引路人與和馬，願意為和馬做任何事。
第一次魔法大戰最後以前，在和馬的命令之下持續從其他引路人的魔法師上收集魔力，讓和馬有著發動無間消滅的龐大魔力。
魔法粒子：土耳其藍色
系統魔法
黑暗魔法·賭博銀行。可以存入任何東西，包括魔力的銀行。
化身
存摺。

### 高貴血族
熊谷蜻
高貴血族的魔法使。
海爾以優先替其化身進行魔鍛造為條件，邀他前來的。
把知道「武是龍泉寺的事」的魔法使與之相關記憶都除掉。
系統魔法
幻術魔法·記憶竄改（無聲畫面）
化身
雪花球。

### 偉大的十五名魔法使
七瀨陽子（聲優：七瀨亞深）
武與月光的母親，舊姓「千木」。
在月光發生意外後，開始對武漠不關心。唯一的一次交談就只是談過有關學校的面談和各種通知。
原本也是巫師氣息的魔法使，與武一樣是迴避魔法的能力者，也是在巫師氣息裡被稱作「偉大的十五名魔法使」之一。過去是於昴魔法學院前身的“東京魔法學院”教授迴避魔法的老師，為教導吉平、和馬與月臣魔法的老師，同時也是巫師氣息的軍官中的高級魔法師。但目前已經失去了魔法使的能力，變為人類。在訓練武時，表示自己不向武說明自己曾經是魔法使的原因不是一個好的魔法使。
知道巫師氣息的黑暗面。
第一次魔法大戰中曾與昔日的學生和馬交戰，但結果眼巴巴看著月臣被消滅魔法消滅。
知道關於月光的意外的真相。事實上，意外卻是她委託卡美洛大祭司所造成的。由於透過薄暮的“惡夢”知曉了龍泉寺和馬的真身是自己其中一個兒子，而和卡美洛大祭司聯手，企圖利用意外將武和月光兩人一併抹殺。撞倒月光的車輛上的人，就是卡美洛大祭司使用魔法所操控的。在月光發生意外後，武一直認為是自己用力將月光推向車道，也是被她以特異的手段洗腦所造成的，以防止武覺醒變成魔法使。但結果她的計劃失敗了，而看到月光因腳部受傷而不能重新劍道以後，就不再想傷害他（動畫版第10話中，均為武進行符合嚴格的訓練，原作版則不怎麼採取嚴厲的態度。當武轉校至魔法學院時也曾幫助收拾武的包裝，現存世界出現了魔法使時甚至露出擔心武的樣子；動畫版第11話中企圖向武說出真相，但因身體變得虛弱而被武打斷）。
昴魔法學院被亡靈引路人（包括月光）襲擊以後，受委託以指導武的迴避魔法的特訓。雖然一開始拒絕，在看完在卡美洛大祭司的主教舊識的委託信以後，才不情願的擔任。
從卡美洛大祭司得知月光在崩壞世界的暴走舉動以後，對於一直以來自己對月光的偏心和對武的漠不關心感到悔恨。承諾訓練武以後，不惜戴上由卡美洛大祭司所給予、以生命力為代價恢復魔法使能力的指環。在此之後，流淚向武道歉，並得以和解。
在武的訓練結束後返回七瀨家，而這時月光回家以後，向他說出關於武卷入意外的真相，以及一直試圖阻止月光的原因以後，被自暴自棄的月光以被其改造的薄暮斬擊重傷。因獲和馬（實為武）以治療魔法所救而保著一命。
後續劇情中，成功與20歲時的月光重逢並和解。
魔法粒子：淡紫色
系統魔法
回避魔法·支配回避（吉亞斯）。將目標的舉動支配的魔法。
化身
劍，名字為「薄暮」。後來曾為武所使用，被月光所奪取。
四條桃花
相羽零
相羽椿
卡美洛大祭司所屬的魔女兼領袖
在桃花發動光速分割時輔助剛製造的平行世界遠離他們所在的時間軸。
海爾·卜瑞卜
吉連·懷斯曼
龍膽章
原來是巫師氣息的魔法使，高中生。
第一次魔法大戰時期屬於C7陣營，現為亡靈引路人五格之一。
在桃花發動光速分割後使用化身將桃花的圓規型短槍自宇宙空間回收過來。
化身
釣竿。
白雪奏
卡美洛大祭司所屬的魔女，不久後將成為昴魔法學院教師。
在桃花發動光速分割時拼命替椿施展治愈魔法。
巴斯提·巴托
奈維·諾斯
月蝕所屬的魔法師。在桃花發動光速分割時使用合成魔法收拾殘局。
莉安·懷特
月蝕所屬的魔法師。在桃花發動光速分割時使用合成魔法收拾殘局。
弗利茲·隆巴迪
在桃花發動光速分割時氣絕身亡。
仙道大地
古代赤龍所屬的魔法使。

### 現存世界的人物
武的父親
每天工作到很晚，甚至隔天才回家的上班族。
在月光發生意外後，開始對武漠不關心。

### 評議會議員
羅斯尼·法斯特
有怪獸之稱。在第十一集中，襲擊引路人總部時被龍泉寺和馬（實為七瀨武）以第三號安魂曲消滅
系統魔法
生物魔法。能獸化成五、六種動物，且體形皆極為龐大。

## 用語

### 魔法使
魔法使有兩個種類，分別是天生的和並非天生的。
本作中所有人類都擁有微量魔力。不過，魔力會隨着人的成長而逐漸衰退。衰退分界線大約為25歲。到了成為成人之後，釋放魔力的氣孔將會關閉，就無法成為魔法使。
但如果在年幼時接受了其他人的魔法，身體中的细胞將會被活性化，氣孔也會打開，於是就能夠將魔力向外部釋放。這就算是成為魔法使了。

### 聯盟
由魔法師組成的組織勢力。
在所有聯盟中，現有七個勢力最龐大的聯盟，合稱“七大聯盟（Communities Seven，C7）”。

#### C7
巫師氣息（Wizard Breath）
相羽六、相羽十所屬的聯盟，歷史是最古老的魔法組織，也是運營昴魔法學院的最大組織，以人類與魔法使和平共存為宗旨。在C7中是對亡靈引路人抱持最大敵意的聯盟。
但其光鮮亮麗的背後，卻隱藏著在漫長歷史中對於異己者予以迫害的事實。在第二次魔法大戰期間，六位評議員中有五人遭到鳳凰財團的地下成員聯合亡靈引路人誅殺；戰後，其不為人知的黑歷史被亡靈引路人殘黨和鳳凰財團等中立的聯盟所揭發，使包含相羽六、四條桃花等人在內的許多魔法師退出該聯盟。
月蝕（Eclipse）
第二次魔法大戰爆發以後，與巫師氣息為聯合陣線，昴魔法學院遇襲期間對抗亡靈引路人。
奧茲會（Club Oz）
在C7的會議中常被批評是投機主義者。
古代赤龍（Ancient Pendragon）
只允許魔法貴族加入的聯盟。
在C7之中是屬於比較溫和中立的聯盟，常被批評是投機主義者。
第二次魔法戰爭爆發後背叛C7，並和亡靈引路人結盟。
斯普利坎（Spriggan）
創立者兼領袖是巴斯提·巴托。
在C7的會議中常被評論是個更勝鳳凰財團的怪人巢穴，過去時成員只有25人，全是高級魔法師，也是巴斯提的朋友。
卡美洛大祭司（Bishop of the Camelot）
只允許女性加入的聯盟，成員皆被稱為“魔女”。
第二次魔法大戰爆發以後，與巫師氣息為聯合陣線，昴魔法學院遇襲期間對抗亡靈引路人。
此外，它坐落在現存世界所擁有的一間醫療機構曾收容受重傷的武。
但曾接受千木陽子（七瀨陽子）的委託，企圖利用意外將武和月光兩人一併抹殺，暗示該組織背後亦隱藏着不為人知的黑歷史。
鳳凰財團
由具備“魔鍛造”技藝、在魔法世界負責鍛造魔法師化身的卜瑞卜一族掌控。也因為該項不外傳的技藝，讓鳳凰財團即便屬於被視為投機者的中立聯盟，卻依然在C7中擁有極高的權勢。
現實中是販賣無人機以及飛彈的軍火企業。
其中，部分的核心成員聯合了部分來自其他聯盟的魔法師，意圖瓦解巫師氣息中陳舊腐敗的體制。

#### 其他聯盟
亡靈引路人（Ghost Trailer）
與C7抱持敵對立場的聯盟。在抓到魔法使之後，會篡改他們的記憶，讓他們成為自己的同伴，目的是要讓魔法使支配人類。
原來是龍泉寺和馬為了拯救相同遭遇的魔法使同時向巫師氣息復仇而成立的，但後來勢力變得強大以後引發了第一次魔法大戰。雖然隨著首領龍泉寺和馬的沈睡而宣告敗北，但旗下的成員在之後的16年間依然持續發動零星的武力衝突。
隨著龍泉寺和馬的甦醒，第二次魔法大戰正式爆發，並與C7之一的古代赤龍結盟。
戰後宣告解散，旗下成員多轉入其他聯盟。
高貴血族
小聯盟，與古代赤龍同樣是只允許魔法貴族加入的聯盟。
表面上完全不參與C7和引路人之間的戰爭，保持中立；然而，他們是魔法貴族，重視魔法師血統純正與否的組織。

### 魔法
魔法具有各種各樣的性質，不同性質的魔法就被稱為系統魔法。

#### 基本魔法
飄浮
控制地心引力，藉此進行空中移動的魔法。
防護
以大量自身的魔法粒子來保護自身的魔法。
輕彈
以魔法粒子來彈飛物體的魔法。
雷克
以魔法粒子來摧毀物體的魔法。
衝擊
射擊魔法。
幹勁
基本魔法，令自身的防禦、強化和集中的三種類別合併為一的魔法。

#### 系統魔法
魔法使所使用的六種魔法。因人而定。此外，還有不屬於六種魔法的特異魔法。
迴避魔法
用來迴避、防禦攻擊的魔法，為較難控制的魔法。同時也是六大系統魔法中，唯一不須倚賴特定化身也能使用的魔法。
魔法陣型態：三角形，中間有一個圓形
幻術魔法
讓人產生幻覺的魔法。
魔法陣型態：三角形，中間也有一個三角形，三角各有一個圓形
破壞魔法
強力的攻擊魔法，在魔法中最難控制。
魔法陣型態：一個大圓形，中間有一個六邊形
黑暗魔法
直接干涉空間的魔法。
魔法陣型態：一個大圓形，中間有兩個太極陰陽圖
神速魔法
身體的一部分或武器附帶輔助魔法、攻擊魔法。
魔法陣型態：一個大圓形和三個小圓形
生物魔法
變身的魔法。使用者最多的魔法，也是最容易控制的一種。
魔法陣型態：正方形，四角各有一個圓形
特異魔法
不屬於任何系統的特殊魔法。

### 化身
所謂化身（Aspect）是魔法使在使用魔法時作為媒介的道具。基本上用來作為化身的物品沒有硬性限制，從刀劍、槍械等武器到日常用品等，几乎只要能隨身攜帶的東西都能成為化身。
有的化身是魔法師本人最重視的物品變成的，也有的人是自主挑選化身。而化身本身作為物品的性質，或多或少也會影響魔法師對魔法的運用。

## 出版書籍

### 輕小說
| 集數 | Media Factory  | Media Factory          | 尖端出版       | 尖端出版                                                     | 封面角色           |
| 集數 | 初版發售日期   | ISBN                   | 初版發售日期   | ISBN／EAN                                                    | 封面角色           |
| ---- | -------------- | ---------------------- | -------------- | ------------------------------------------------------------ | ------------------ |
| 1    | 2011年11月25日 | ISBN 978-4-04-066445-3 | 2013年7月12日  | ISBN 978-957-10-5291-5                                       | 相羽六             |
| 2    | 2012年3月23日  | ISBN 978-4-04-066446-0 | 2013年10月18日 | EAN 4717702257262（限定版） ISBN 978-957-10-5376-9（通常版） | 五十島胡桃         |
| 3    | 2012年8月24日  | ISBN 978-4-04-066447-7 | 2014年2月6日   | EAN 4717702258917（特裝版） ISBN 978-957-10-5468-1（通常版） | 四條桃花           |
| 4    | 2012年12月25日 | ISBN 978-4-04-066448-4 | 2014年4月21日  | ISBN 978-957-10-5554-1                                       | 永遠               |
| 5    | 2013年3月25日  | ISBN 978-4-04-066449-1 | 2014年7月18日  | EAN 4717702261955（特裝版） ISBN 978-957-10-5622-7（通常版） | 五十島胡桃         |
| 6    | 2013年9月25日  | ISBN 978-4-04-066626-6 | 2014年10月8日  | ISBN 978-957-10-5719-4                                       | 妃依那             |
| 7    | 2014年1月9日   | ISBN 978-4-04-066205-3 | 2015年3月19日  | ISBN 978-957-10-5887-0                                       | 四條桃花           |
| 8    | 2014年3月25日  | ISBN 978-4-04-066378-4 | 2015年7月9日   | ISBN 978-957-10-6037-8                                       | 蘇菲亞             |
| 9    | 2014年8月25日  | ISBN 978-4-04-066953-3 | 2016年2月22日  | ISBN 978-957-10-6357-7                                       | 永遠               |
| 10   | 2015年1月23日  | ISBN 978-4-04-067313-4 | 2016年6月17日  | ISBN 978-957-10-6628-8                                       | 相羽六             |
| 11   | 2015年4月24日  | ISBN 978-4-04-067472-8 | 2016年9月8日   | ISBN 978-957-10-6848-0                                       | 五十島胡桃         |
| 12   | 2015年9月25日  | ISBN 978-4-04-067747-7 | 2016年11月     | ISBN 978-957-106-981-4                                       | 五十島胡桃、相羽六 |

### 漫畫
| 集數 | Media Factory | Media Factory          | 封面角色                          |
| 集數 | 初版發售日期  | ISBN                   | 封面角色                          |
| ---- | ------------- | ---------------------- | --------------------------------- |
| 1    | 2013年9月27日 | ISBN 978-4-8401-5317-1 | 相羽六                            |
| 2    | 2014年1月9日  | ISBN 978-4-04-066241-1 | 五十島胡桃                        |
| 3    | 2014年3月27日 | ISBN 978-4-04-066512-2 | 四條桃花                          |
| 4    | 2014年8月27日 | ISBN 978-4-0406-6839-0 | 七瀨武 相羽六                     |
| 5    | 2015年1月27日 | ISBN 978-4-04-067254-0 | 永遠                              |
| 6    | 2015年8月27日 | ISBN 978-4-04-067579-4 | 相羽六 五十島胡桃 七瀨武 伊田一三 |

## 電視動畫
2014年1月9日開始播出。

### 製作人員
- 原作：鈴木央（MF文庫J刊載）
- 原作插畫：瑠奈璃亞
- 監督：佐藤雄三
- 系列構成：筆安一幸
- 角色設計、總作畫監督：江畑諒真
- 主動畫師：小島崇史
- 道具設計：堀內博之、山口仁七
- 美術監督：河野次郎
- 色彩設定：濱岡幸治
- 攝影監督：荒幡和也
- 編輯：塚常真理子
- 音樂：甲田雅人
- 音樂製作：Flying DOG
- 音響製作：、DAX Production
- 音響監督：菅原輝明
- 動畫製作：MADHOUSE
- 製作：昴魔法學院、TBS電視台

### 主題曲
片頭曲
作詞：唐澤美帆，作曲：母里治樹（Elements Garden），編曲：岩橋星實（Elements Garden），主唱：南里侑香
片尾曲「Born to be」
作詞、主唱：ナノ，作曲、編曲：WEST GROUND
插曲
「NEW WORLD」(第2話，無標名在最後)
作詞、主唱：ナノ，作曲、編曲：甲田雅人
「Destiny chain」(第10話)
主唱：七瀨 武（宮野真守），作詞、作曲、編曲：ゆよゆっぺ

### 各話列表
| 話數 | 標題               | 劇本       | 分鏡       | 演出     | 作畫監督                                                     |
| ---- | ------------------ | ---------- | ---------- | -------- | ------------------------------------------------------------ |
| 1    | 盛夏的魔法少女     | 筆安一幸   | 佐藤雄三   | 真野玲   | 江畑諒真                                                     |
| 2    | 另一個世界         | 筆安一幸   | 田所修     | 箕口克己 | Lee Jaemin Kim Jeongwoo Huh Gidong                           |
| 3    | 魔法學院與戀愛占卜 | 村上桃子   | 工藤利春   | 八谷賢一 | 星野真澄 服部憲知 永山惠                                     |
| 4    | 崩壞世界的六與十   | 原田沙耶香 | 川口敬一郎 | 澤井幸次 | 山口仁七 王國年                                              |
| 5    | 魔法考試與寒假     | 筆安一幸   | 伊藤達文   | 政木伸一 | 青山正宣 鈴木奈都子                                          |
| 6    | 激鬥與奪還         | 村山桃子   | 小島正士   | 真野玲   | 東島久志 緒方步惟 高田晴仁 王國年 河口泉 前田義宏 岡郁美     |
| 7    | 魔劍的秘密         | 原田沙耶香 | 田所修     | 村山靖   | 山崎愛                                                       |
| 8    | 巫師氣息的黑暗     | 石野敦夫   | 伊藤尚往   | 伊藤尚往 | 垪和等                                                       |
| 9    | 邁向崩壞的序曲     | 石野敦夫   | 坂本一也   | 八田洋介 | 王國年 前田義宏 高田晴仁 東島久志 岡郁美                     |
| 10   | 消失的境界         | 原田沙耶香 | 小島正志   | 佐藤雄三 | PARK NAM NAM HYUN SIK KIM HYEON OK YU HYUN JIN KIM BONG DEOK |
| 11   | 赤龍的決戰         | 村上桃子   | 田所修     | 間島祟寬 | 谷口宏美                                                     |
| 12   | 從世界消失         | 村上桃子   | 佐藤雄三   | 真野玲   | 王國年 垪和等 東島久志 高田晴仁 岡郁美 前田義宏 江畑諒真     |

### 播放電視台
日本深夜動畫：下文記載的日本国内播放時間使用日本標準時間（UTC+9）表示。因為部分時間标识會採用30小时制，因此請留意这类超过24:00的时间，其實際播放時間為翌日清晨。
| 播放地區   | 播放電視台   | 播放日期               | 播放時間（UTC+9）         | 所屬聯播網          | 備註   |
| ---------- | ------------ | ---------------------- | ------------------------- | ------------------- | ------ |
| 關東廣域圈 | TBS電視台    | 2014年1月9日－3月27日  | 星期四 25時28分－25時58分 | 日本新聞網          | 製作局 |
| 近畿廣域圈 | 每日放送     | 2014年1月13日－3月31日 | 星期一 26時55分－27時25分 | 日本新聞網          |        |
| 中京廣域圈 | 中部日本放送 | 2014年1月16日－4月3日  | 星期四 26時38分－27時08分 | 日本新聞網          |        |
| 日本全國   | BS-TBS       | 2014年1月18日－4月5日  | 星期六 25時00分－25時30分 | 日本新聞網 衛星電視 |        |

| 播放地區 | 播放電視台 | 播放日期                | 當地播放時間            | 備註       |
| -------- | ---------- | ----------------------- | ----------------------- | ---------- |
| 臺灣     | Animax     | 2015年5月22日－6月2日   | 每日21:30－22:00        | 有重播時段 |
| 臺灣     | Animax HD  | 2015年12月1日－12月12日 | 每日20:30－21:00        | 有重播時段 |
| 香港     | Animax     | 2015年8月4日－8月24日   | 星期一至二 20:00－21:00 |            |

### 藍光／DVD
| 卷數 | 發售日         | 收錄話         | 規格編號  | 規格編號  |
| 卷數 | 發售日         | 收錄話         | 藍光      | DVD       |
| ---- | -------------- | -------------- | --------- | --------- |
| 1    | 2014年4月18日  | 第1話－第2話   | ZMXZ-9161 | ZMBZ-9171 |
| 2    | 2014年5月28日  | 第3話－第4話   | ZMXZ-9162 | ZMBZ-9172 |
| 3    | 2014年6月25日  | 第5話－第6話   | ZMXZ-9163 | ZMBZ-9173 |
| 4    | 2014年7月30日  | 第7話－第8話   | ZMXZ-9164 | ZMBZ-9174 |
| 5    | 2014年8月27日  | 第9話－第10話  | ZMXZ-9165 | ZMBZ-9175 |
| 6    | 2014年12月24日 | 第11話－第12話 | ZMXZ-9166 | ZMBZ-9176 |

### CD
| 發售日        | 名稱                       | 商品編號                                    |
| ------------- | -------------------------- | ------------------------------------------- |
| 2014年2月5日  | 閃光のPRISONER             | VTCL-35174                                  |
| 2014年2月19日 | Born to be                 | VTCL-3517892(動畫盤) VTCL-35177(初回限定盤) |
| 2014年3月12日 | 魔法戦争                   | VTCL-60369                                  |
| 2014年3月12日 | 魔法戦争キャラクターCD I   | VTCL-60364                                  |
| 2014年3月12日 | 魔法戦争キャラクターCD II  | VTCL-60370                                  |
| 2014年4月23日 | 魔法戦争キャラクターCD III | VTCL-60371                                  |
| 2014年4月23日 | 魔法戦争キャラクターCD IV  | VTCL-60372                                  |

## 外部連結
- MF文庫J《魔法戰爭》官方網站 （页面存档备份，存于）（日語）
- 電視動畫《魔法戰爭》官方網站（TBS電視台） （页面存档备份，存于）（日語）
- 廣播劇魔法戰爭 （页面存档备份，存于）（日語）
- 電視動畫《魔法戰爭》的X（前Twitter）（日語）
- 【PV】魔法戰爭 電視動畫化記念 宣佈映像 （页面存档备份，存于） - YouTube（日語）
- 手機遊戲《魔法戰爭》官方網站 （页面存档备份，存于）（日語）